# Basiloterus hussaini
Basiloterus hussaini (лат.) — вид вымерших млекопитающих из семейства базилозаврид (Basilosauridae) инфраотряда китообразных (Cetacea). Единственный представитель рода Basiloterus.
Примитивный кит, жил в эоцене (бартонский век), был хищником. Описан по двум позвонкам обнаруженным в пакистанской провинции Пенджаб. Позже найден в эоценовых отложениях Великобритании. Является самым близким известным родственником базилозавра, хотя не достигал его размеров.